# Labrinth
Timothy McKenzie, bedre kendt som Labrinth er en musiker fra Storbritannien.